# Championnats du monde de luge 2013
Navigation
Édition précédente Édition suivante
Les Championnats du monde de luge 2013 se déroulent du 28 janvier au 2 février 2013 à Whistler (Canada) sous l'égide de la Fédération internationale de luge de course (FIL). Il y a quatre titres à attribuer, un pour les hommes, un pour les femmes, un pour le double hommes et enfin un pour le relais mixte par équipes. Il s'agit d'une compétition annuelle (hors année olympique). 
Le calendrier des épreuves est le suivant :
- 1er février 2013 : Doubles Hommes
- 1er février 2013 : Hommes
- 2 février 2013 : Femmes
- 2 février 2013 : Relais Mixte

## Tableau des médailles
| Rang | Nation    | Or | Argent | Bronze | Total |
| ---- | --------- | -- | ------ | ------ | ----- |
| 1    | Allemagne | 4  | 3      | 1      | 8     |
| 2    | Canada    | 0  | 1      | 1      | 2     |
| 3    | Autriche  | 0  | 0      | 1      | 1     |
| 3    | Lettonie  | 0  | 0      | 1      | 1     |

## Podiums
| Épreuves                | Or                                                                   | Argent                                                       | Bronze                                                          |
| ----------------------- | -------------------------------------------------------------------- | ------------------------------------------------------------ | --------------------------------------------------------------- |
| Hommes                  | Felix Loch                                                           | Andi Langenhan                                               | Johannes Ludwig                                                 |
| Double-hommes           | Allemagne Tobias Wendl Tobias Arlt                                   | Allemagne Toni Eggert Sascha Benecken                        | Autriche Andreas Linger Wolfgang Linger                         |
| Femmes                  | Natalie Geisenberger                                                 | Tatjana Hüfner                                               | Alex Gough                                                      |
| Relais mixte par équipe | Allemagne Natalie Geisenberger Felix Loch Tobias Wendl / Tobias Arlt | Canada Alex Gough Samuel Edney Tristan Walker / Justin Snith | Lettonie Eliza Tiruma Inars Kivlenieks Andris Sics / Juris Sics |